# 菅沼正貞
菅沼正貞（?—?），日本戰國時代的武將。長篠菅沼氏第6代當主。父親是菅沼貞景。長篠城的築城者菅沼元成的玄孫。

## 生平
生年不詳。永祿12年（1569年）1月，父親貞景戰死。年輕就繼任家督，由大叔父菅沼滿直擔任後見。
元龜2年（1571年），在本家田峯菅沼氏投向武田信玄時，一度進行抵抗，與武田軍的天野景貫交戰。戰後，武田軍的先遣秋山虎繁（信友）派出使者，對長篠菅沼氏等懷柔。
自身希望一直從屬於德川家康，不過以滿直為首的家中，則希望與本家的使者同調，投向信玄。此後，與本家田峯菅沼氏、奧平氏一同被編為山縣昌景的與力。三家發誓在奧三河共同進退，被稱為山家三方眾，以武田軍的先隊身份，在三河、遠江國各地轉戰。
元龜4年（1573年）7月末，在武田軍經由信濃國歸國後，居城長篠城被家康率軍包圍。此時，以武田信豐為主將的武田救援軍到達三河，不過因為連絡路被遮斷，所以不知道援軍正在前來，守城方並沒有等待信豐等援軍。同年8月，長篠城開城降伏，自身則向北面逃走，並與武田的援軍會合。不過被信豐等來援的武田大將懷疑與家康內通，雖然沒有證據，但是仍然沒有消除嫌疑，被送到信濃小諸城軟禁。
天正10年（1582年），在武田氏滅亡前後，於獄中死去。
妻子亦被軟禁在小諸城，並在小諸誕下男子。在武田氏滅亡後，連同幼子要求家康赦免，並得到承認。兒子長大後，改名為菅沼正勝，並仕於德川賴宣。

## 外部連結
- 武家家伝＿菅沼氏 （页面存档备份，存于）